# Villa Pace (Campolongo Tapogliano)
Villa Pace si trova nel Centro del piccolo paese di Tapogliano situato nella pianura friulana vicino ad un guado del Torre.
La villa dominicale è isolata al centro del parco chiuso da un muro in pietra su cui si appoggiano, a est ed ovest da due barchesse. La grande barchessa ad est è probabilmente quanto resta del primitivo impianto della fine del XVI sec. La villa deve infatti la forma attuale a due interventi costruttivi uno della seconda metà del Seicento e l’altro della metà Settecento. Committente della costruzione seicentesca fu Carlo Maria Pace v. Friedensberg, Feldmaresciallo di Leopoldo I, che si distinse nelle guerre contro i Turchi dalla liberazione di Vienna (1683), a quella di Budapest (1686), alla battaglia di Zenta. Da allora il conte Carlo Maria ottenne anche il titolo di libero barone dell’impero e l’onore di inserire l’aquila bicipite nel proprio stemma. A questa prima fase la villa deve la forma cubica chiusa dalle 4 torri angolari che si ritrova anche nella villa Colloredo a Susans e Dobrovo e nella villa Coronini a Vipacco.
L’accesso al piano nobile era previsto in origine attraverso uno scalone esterno come si vede in molte ville friulane del Seicento (ad es. nella villa della Torre a Ziracco), ma le due torri angolari verso il giardino, dove era previsto lo scalone, non vennero mai completate e alla metà del Settecento il progetto originale subì una profonda modifica. Committente del lavori settecenteschi fu un altro Carlo Maria Pace (famoso agronomo, commendatore dell’ordine di santo Stefano e ciambellano dell’Imperatore). Nel 1747 Carlo Maria sposò Giuliana di Edling la dama di corte preferita da Maria Teresa e forse per questo inizia anche una profonda ristrutturazione secondo il nuovo gusto rococò. Verosimilmente i lavori terminarono verso il 1751 data che si legge sul grande dipinto nel soffitto del salone al piano nobile che raffigura La gloria della giustizia e la pace come metafora della gloria della famiglia, ed era un tempo attribuito ad Antonio Guardi ma più probabilmente è opera dello Scajaro, allievo di Tiepolo (Pavanello). A questa fase si deve la costruzione del bellissimo scalone ellissoidale e la decorazione del salone a doppia altezza, secondo Cristoph Ulmer il più bello del Friuli. A Carlo Maria si devono anche verosimilmente le pitture murali recentemente scoperte in una sala del piano nobile raffiguranti un paesaggio agreste ed i porti di Tolone e Marsiglia (dalle incisioni di G.dell’Acqua da dipinti di J.Vernet) forse per ricordare che Carlo Maria fu uno dei primi nobili friulani a investire nel Loyd Triestino.